# Bannock County
Bannock County ist ein County im Bundesstaat Idaho der Vereinigten Staaten. Es liegt im südöstlichen Teil des Bundesstaates. Die Einwohnerzahl beträgt ca. 70.000, die Fläche 2972 Quadratkilometer.
Hauptstadt (County Seat) ist Pocatello mit knapp 55.000 Einwohnern.
Des Weiteren zählen noch Orte wie Chubbuck und Inkom zum County.
Bekannt ist es unter anderem für das Skigebiet Pebble Creek, welches über die zweitsteilste Abfahrt der Vereinigten Staaten verfügt.
Teile des Caribou-Targhee National Forest befinden sich auf dem Gebiet von Bannock County. 

## Geschichte
Das Bannock County wurde am 6. März 1893 aus Teilen des Bingham Countys gebildet mit Pocatello als Sitz der Countyverwaltung (County Seat). Benannt wurde das County nach den Bannock-Indianern, die zuvor in diesem Gebiet beheimatet waren.
Im County liegt eine National Historic Landmark, das Fort Hall. 28 weitere Bauwerke und Stätten sind im National Register of Historic Places eingetragen.

## Orte im Bannock County
Citys
| - Arimo - Chubbuck - Downey - Inkom | - Lava Hot Springs - McCammon - Pocatello1 |

Census-designated places (CDP)
| - Fort Hall2 - Tyhee |

Unincorporated Communitys
| - Swanlake |

1 – kleiner Teil im Power County

1 – teilweise im Bingham County